# Tanjung Jati (Muara Enim)
Tanjung Jati is een bestuurslaag in het regentschap Muara Enim van de provincie Zuid-Sumatra, Indonesië. Tanjung Jati telt 1568 inwoners (volkstelling 2010).